# Во имя короля: История осады подземелья
«Во имя короля: История осады подземелья» (англ. In the Name of the King: A Dungeon Siege Tale) — фильм режиссёра Уве Болла по мотивам серии игр «Dungeon Siege». Съёмки картины проводились с июля 2005 года по октябрь 2005 года. Фильм вышел на экраны в Германии 29 ноября 2007 года, в США был показан 11 января 2008 года.

## Сюжет
Действие происходит в королевстве Эб. Много лет назад городок Стоунбридж усыновил мальчика-сироту, который вырос сильным и трудолюбивым человеком по прозвищу Фермер. Когда его жена Солана и их малолетний сын уезжают в Стоунбридж, чтобы продать урожай, их ферма и сам городок подвергаются нападению нечеловеческих существ под названием краги. Вместе со своим старым другом Норриком Фермер спешит в Стоунбридж, но уже слишком поздно. Краги убивают сына Фермера и похищают Солану. Король Конрейд, правитель Эба, услышав о набегах крагов, объявляет всеобщий призыв, но Фермер, Норрик и Бастиан, шурин Фермера, отказываются вступать в королевскую гвардию и решают втроём вызволить Солану. Королевский маг Мерик узнаёт, что крагами управляет бывший маг Галлиан, решивший захватить королевство для себя. Для этого Галлиан соблазняет дочь Мерика Муриеллу, тайком «высасывая» её ещё не проявившиеся магические способности. Также одним из союзников Галлиана является племянник Конрейда герцог Фаллоу, который не желает ждать естественной смерти бездетного короля, чтобы заполучить трон.
И Мерик, и Галлиан чувствуют что-то необычное в Фермере, но не могут понять, в чём дело. Фаллоу требует, чтобы Галлиан скорее осуществил свои планы, и колдун отравляет короля, хотя Мерику и удаётся его спасти. Мерик также узнаёт о предательстве дочери, хотя Муриелла не знала о плане Галлиана питаться магией её семьи. Фаллоу, опасаясь возмездия, убегает из замка и забирает с собой основную часть королевской гвардии. Позже Фаллоу узнаёт, что король жив, и войска герцога покидают его.
Тем временем Фермер, Норрик и Бастиан путешествуют через лес, но попадают в плен к Элоре и её лесным женщинам, которые не терпят путешественников. Фермер убеждает их дать им пройти к землям крагов. Но, пытаясь вызволить Солану и других пленников, Норрик и Бастиан сами попадают в плен, а аватар Галлиана готовится казнить Фермера. Фермеру удаётся освободиться, и его спасает подоспевший Мерик, который забирает его в полевой королевский шатёр. Там Мерик раскрывает Конрейду и Фермеру правду о последнем. Оказывается, Фермер — сын Конрейда, которого все считали погибшим, и истинный наследник трона. Фермер отказывается принять правду и уходит, всё ещё надеясь вызволить жену, но в конце концов соглашается участвовать в предстоящем сражении с крагами. Во время битвы люди терпят крупные потери, но заставляют крагов отступить. Фаллоу удаётся поразить короля стрелой в грудь. Конрейду удаётся побеседовать перед смертью с сыном, который соглашается стать его наследником.
Муриелла, желая искупить свою вину, облачается в доспехи и скачет за армией Эба. В лесу она встречает Фаллоу, которого затем обезвреживают лесные женщины и отдают его Муриелле. Она отвозит его в лагерь королевских войск, где Тариш, главнокомандующий гвардии, вызывает его на дуэль. Во время поединка Мерик объявляет о кончине любимого короля и о восходе на престол Фермера. Фаллоу арестовывают и уводят (в альтернативной сцене Тариш убиват Фаллоу за предательство). Тем временем Норрик и Бастиан пытаются освободить пленных. Им это удаётся ценой жизни Норрика. Они вскоре опять попадают в плен, но Галлиан узнаёт, что Солана является женой Фермера. Более того, она беременна сыном нового короля Эба. Он решает использовать её в роли приманки.
Фермер решает штурмовать крепость Галлиана, но Мерик предупреждает, что крагов слишком много, да и сама крепость почти неприступная, так как была построена магами. Взамен он предлагает отвлечь внимание Галлиана сражением, и в это время пробраться в крепость небольшим отрядом. Фермер, Мерик и Муриелла отправляются в поход. К ним присоединяется Элора, которая понимает, что Галлиан угрожает всему живому. Гвардия Эба и полчища крагов сталкиваются в великом сражении. Мерик телепортируется в логово Галлиана и начинает с ним магический поединок. Элора помогает Фермеру попасть внутрь крепости. Галлиан оказывается слишком силён для Мерика и смертельно ранит пожилого мага. Мерик взывает к своей дочери, и Муриелла, сама того не зная, телепортируется к отцу. Увидев это, Мерик осознаёт, что Муриелла тоже является магом и отдаёт ей остатки своих сил. Фермер врывается в библиотеку Галлиана и вызывает его на дуэль. Несмотря на то, что он является опытным бойцом, Фермер не может противостоять магии Галлиана, но вскоре ему на помощь приходит Муриелла. Она нейтрализует силы Галлиана, и Фермеру и Солане удаётся отомстить ему за убийство сына. Краги внезапно останавливаются и, опять став глупыми зверями, убегают от людей.

## В ролях
| Актёр           | Роль                  |
| --------------- | --------------------- |
| Джейсон Стейтем | фермер Кемдан Конрейд |
| Рэй Лиотта      | Галлиан               |
| Лили Собески    | Муриелла              |
| Брайан Дж. Уайт | коммандер Тариш       |
| Уилл Сандерсон  | Бастиан               |
| Рон Перлман     | Норрик                |
| Мэттью Лиллард  | герцог Фаллоу         |
| Бёрт Рейнольдс  | король Конрейд        |
| Джон Рис-Дэвис  | Мерик                 |
| Клэр Форлани    | Солана                |
| Кристанна Локен | Элора                 |
| Колин Форд      | сын Фермера Зеф       |
| Майк Допуд      | генерал Баклер        |
| Майкл Эклунд    | гонец                 |
| Даррен Шахлави  | привратник            |

## Критика
Фильм получил крайне негативные отзывы кинокритиков. На сайте Rotten Tomatoes фильм имеет рейтинг 4 % на основе 51 рецензий со средним баллом 2,7 из 10. На сайте Metacritic фильм имеет оценку 15 из 100 на основе 11 рецензий критиков, что соответствует статусу «подавляющая неприязнь».
К примеру, Михаил Попов написал, что фильм превзошёл «все ожидания жуков-навозников». Критике также подверглось сходство фильма с другими фантастическими фильмами, особенно с «кинотрилогией «Властелин колец».

## Продолжение
Несмотря на плохие отзывы, в 2011 году был снят сиквел под названием «Во имя короля 2». Съёмки начались 1 декабря 2010 года. Главные роли исполнили Дольф Лундгрен и Натасия Мальте.
В 2013 году начались съёмки триквела под названием «Во имя короля 3», который был выпущен 5 февраля 2014 года. В фильме снялся Доминик Пёрселл, а Уве Болл вернулся в качестве режиссёра.